# Jurgis Hardingsonas
Jurgis G. Hardingsonas (né le 24 septembre 1892 à l'époque dans l'Empire russe et aujourd'hui en Lituanie, et mort en 1936 en Allemagne) est un joueur de football international lituanien, qui évoluait au poste de défenseur.

## Biographie

### Carrière en sélection
Jurgis Hardingsonas reçoit deux sélections en équipe de Lituanie lors de l'année 1924.
Il joue son premier match en équipe nationale le 25 mai 1924, contre la Suisse. Ce match perdu sur le lourd score de 0-9 à Vincennes entre dans le cadre des Jeux olympiques de 1924.
Il joue son second match le 27 mai 1924, en amical contre l'Égypte. Une nouvelle fois, le match se solde par une lourde défaite (0-10), à Paris.